# Polystichum subulatum
Polystichum subulatum là một loài thực vật có mạch trong họ Dryopteridaceae. Loài này được Ching ex L.B. Zhang miêu tả khoa học đầu tiên năm 1994.